# 漯河市中心医院
33°34′06″N 114°03′44″E / 33.56836°N 114.06228°E漯河市中心医院，或称漯河市第一人民医院、漯河市医专一附院，是位于河南省漯河市的一所综合性医院，始建于1916年，1998年升级为三级甲等医院。

## 简介
漯河市中心医院成立于1916年，占地面积330亩，建筑面积15万平方米，有床位1,913张，开设临床科室28个、医技科室20个，现有在职职工1437人。现任院长为王海蛟。

## 历史
1913年，瑞典籍传教士魏德培由周口来漯河郾城传教。他在沙河南岸购地8亩，建设了一处教堂。1916年，美国医生德文波在教会内开设了规模较大的西医诊所，治疗一般常见病和外伤。1919年，诊所扩建为普济医院，德文波任第一任院长。1951年，漯河市人民政府接受此医院，成立了漯河市卫生院。1981年，医院正式更名为漯河市第一人民医院。1998年，医院晋升为三级甲等医院。2000年，医院挂牌漯河市中心医院。2016年8月，西城分院在漯河市西城区成立，为精神病专科医院。

## 科室设置
手术科室包括骨科、神经外科、妇产科、普通外科、眼科、整形美容烧伤科、介入科、麻醉科、疼痛科、口腔颌面外科、耳鼻喉科、泌尿外科和心胸外科。非手术科室包括肿瘤内科（设漯河市肿瘤医院）、风湿免疫科、呼吸与危重症医学科、重症医学科（ICU）、感染性疾病科、消化内科、肾病内科、神经内科、急救中心（成立有河南省紧急医学救援队12分队）、全科医学科、内分泌代谢科、皮肤病与性病科、高血压科、儿科、康复科、血液内科和心血管内科。医技科室包括影像科、检验科、病理科、病案管理科、输血科、营养科、超声诊断科和药学部。此外医院还成立了数个医疗中心，包括心血管治疗中心、脑卒中防治中心、生殖与遗传中心、呼吸与危重症医疗中心、肿瘤治疗中心和创伤救治中心。

## 重点专科
医院拥有六个河南省重点学科，包括外科学、妇科学、神经病学、神经外科学、心血管病学和感染性疾病学。呼吸病学为河南省重点培育学科。神经内科、普通外科、妇产科、儿科、呼吸内科和眼科为漯河市重点特色专科，肿瘤科、整形烧伤科、肝病内科和肿瘤放疗科为漯河市特色专科。

## 荣誉
医院曾于1991年、2006年获得省级文明单位，于1999年获评全国“百佳”医院。此外，还曾获得全国消费者权益最佳优秀单位、全国卫生系统先进集体、全国百姓放心医院、省双十佳医院等荣誉。

## 相关事件
2014年3月27日，《大河报》报道了漯河市中心医院一位患者因缺乏资金来源无法进行颅骨修复手术的新闻，通过报纸进行求助。随后，这篇新闻被一些媒体转载时采用了“标题党”式的标题，引发了网民对医院的指责。4月26日，央视《焦点访谈》节目以《“标题党”制造的新闻》为题报道了这一事件，并对转载者的行为进行了批评。